# Volinja
Volinja je naselje u Republici Hrvatskoj, u sastavu Općine Dvor, Sisačko-moslavačka županija. 

## Povijest
Volinja je bila mjestom masovnog ratnog zločina nad Hrvatima za vrijeme velikosrpske agresije na Hrvatsku, kad su pobunjeni Srbi sredinom listopada ubili 7 hrvatskih zarobljenih policajaca i civila.

## Stanovništvo
Prema popisu stanovništva iz 2001. godine, naselje je imalo 81 stanovnika te 35 obiteljskih kućanstava.
| broj stanovnika | 110   | 124   | 138   | 229   | 274   | 404   | 292   | 351   | 265   | 286   | 286   | 272   | 252   | 228   | 81    | 77    | 43    |
|                 | 1857. | 1869. | 1880. | 1890. | 1900. | 1910. | 1921. | 1931. | 1948. | 1953. | 1961. | 1971. | 1981. | 1991. | 2001. | 2011. | 2021. |